# Sigöldufoss

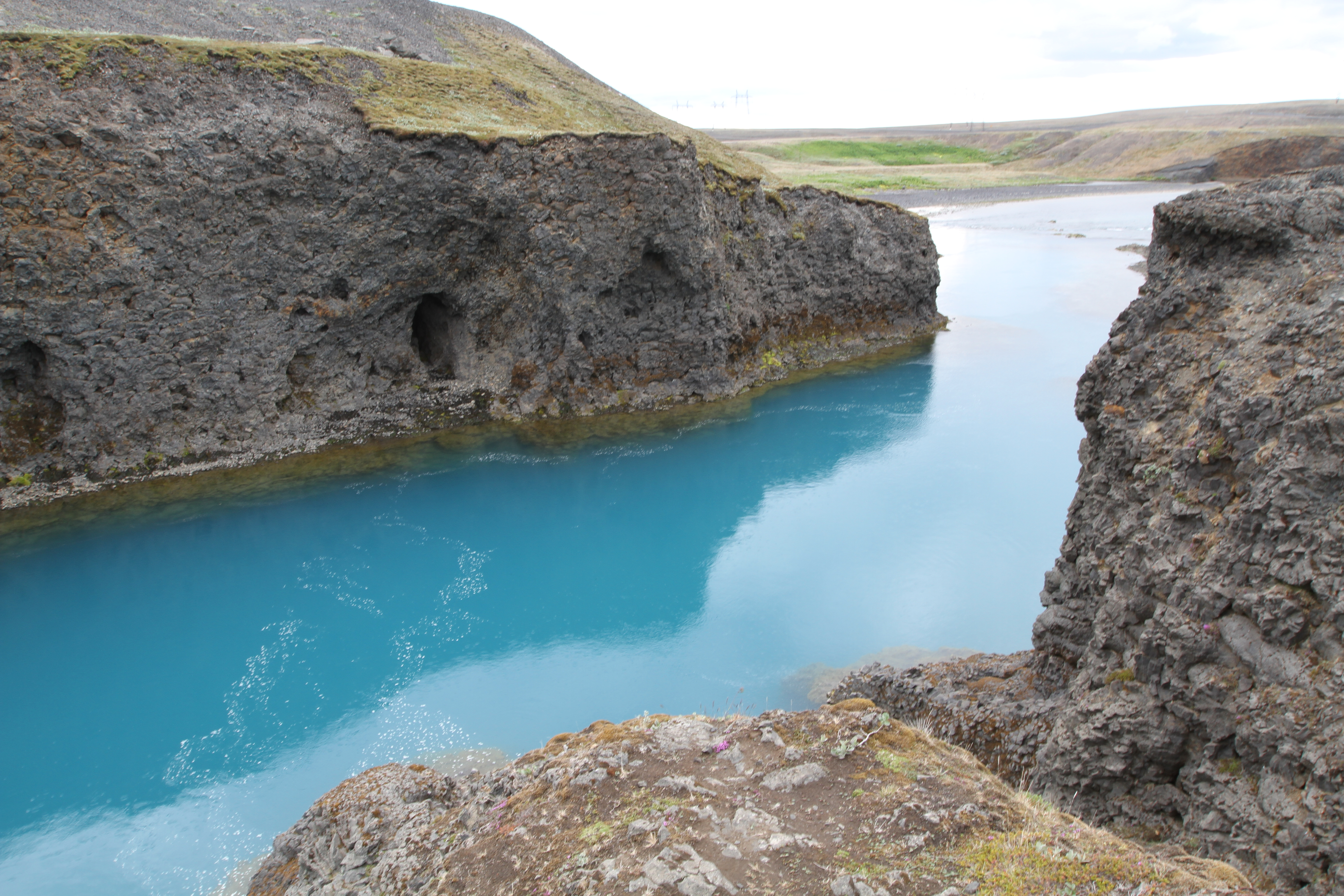
Auslauf am Sigöldufoss

Der Sigöldufoss ist ein Wasserfall im Süden von Island.
Er stürzt auf einer gesamten Breite von ca. 30 Metern 10 Meter in die Tiefe und wird gespeist durch den Fluss Tungnaá.
Das Wasser erscheint oftmals türkisblau.
Der Sigöldufoss ist nur richtig zu sehen, wenn Wasser aus dem flussaufwärts gelegenen Stausee Sigöldulón abgelassen wird.